# Т-100 (танк)
Т-100 (в ряді документів також Виріб 100 або просто 100) — експериментальний радянський двобаштовий важкий танк кінця 1930-х років. Один з останніх радянських танків багатобаштового компонування. Разом з близьким до нього за характеристиками експериментальним двобаштовим важким танком СМК та дослідним зразком важкого танка КВ-1, Т-100 проходив фронтові випробування в боях на «Лінії Маннергейма» у ході Фінської війни. За підсумками випробувань на озброєння танк прийнятий не був і серійно не випускався. База Т-100 використовувалася для розробки ряду експериментальних важких САУ, зокрема СУ-100-Y.

## Історія створення
1938 року двома ленінградськими КБ були розроблені дуже близькі один до одного проєкти нового важкого танка з протиснарядним бронюванням, призначеного для заміни Т-35. Кіровський завод в особі СКБ-2 запропонував машину СМК. Другий проєкт, що отримав назву Т-100, був розроблений в КБ ленінградського заводу дослідного машинобудування № 185 ім С. М. Кірова під керівництвом С. О. Гінзбурга. Провідним конструктором машини був Е. Ш. Полей. В цілому Т-100 був однотипний танку СМК і відрізнявся від останнього переважно типом підвіски та озброєнням. Протягом 1938 року всі узгодження та розгляду в комісіях та інстанціях проєкти СМК і Т-100 проходили одночасно. Як і СМК, Т-100 спочатку проєктувався трибаштовим з установкою 76-мм гармати в головній башті і двох 45-мм танкових гармат зразка 1934 року в двох малих баштах. Але при прийнятій товщині броні 60 мм маса машини не повинна була перевищувати 55 — 57 тонн, тому число башт було зменшено до двох.
(Існує легенда, що рішення про скорочення числа башт прийняв особисто Й. В. Сталін, який зняв задню башту з поданого йому макета СМК і заявив: «Нема чого перетворювати танк в броненосець!» Інший варіант — Сталін запитав, знявши з макета башту: «Скільки така башта важить ?» «Сім тон», — відповіли йому. «Так от візьміть ці сім тон і краще зміцніть броню!») 
У січні 1939 року креслення Т-100 і СМК були передані у виробництво. Відповідно до постанови Комітету Оборони при РНК СРСР, дослідний зразок Т-100 мав бути виготовлений до 1 червня 1939 року, проте його виготовлення затягнулося на два місяці — дослідний зразок був повністю зібраний лише 31 липня 1939 року й ухвалений комісією для проведення полігонних випробувань, об'єднаних із заводськими. Передбачалося, згідно з програмою АВТУ РСЧА, закінчити випробування 3 січня 1940 р., але у зв'язку з початком радянсько-фінської війни було вирішено подальшу перевірку бойових та ходових якостей провести в бойових умовах, замінивши танкову гармату Л-10 на більш досконалу Л-11. Танк був відправлений на фронт та прийняв перший бій 17 грудня 1939 року в районі фінського укріпрайону Хоттінен.

## Опис конструкції
За призначенням, компонувальною схемою, загальною конструкцією та відмітних особливостей Т-100 був ідентичний СМК і являв собою двобаштовий танк класичної компоновки з двоярусним розташуванням озброєння та протиснарядним бронюванням. Однак в деталях танк мав ряд істотних відмінностей від СМК.

### Корпус
Корпус танка мав коробчату форму та збирався з листів вальцованої броні, що з'єднувалися зварюванням, клепкою та болтами. У центральній частині корпусу монтувалася масивна напівконічна підбаштова коробка під головну башту. Бронезахист порівняно з СМК був дещо слабшим — 60 мм, що, тим не менш, забезпечувало танку надійний захист від вогню існуюючої в той час протитанкової артилерії (калібром до 47 мм) вже на дистанції 500 м і більше.

### Башти
Дві литі гарматні башти конічної форми розташовувалися одна за одною по поздовжній осі танка. Розміщення башт, і, відповідно, озброєння, двох'ярусне. Перший ярус утворювала передня мала башта з кутом горизонтального обертання 245 градусів. Другий ярус займала центральна головна башта кругового обстрілу. На даху головної башти розміщувалася командирська башточка (також кругового обертання) з оглядовими щілинами по периметру та кулеметом ДТ з можливістю зенітного обстрілу.

### Озброєння
Основним озброєнням танка була 76-мм танкова гармата Л-10 (згодом Л-11), що розміщувалася в масці в передній частині головної башти. Гармата призначалася для боротьби в першу чергу з укріпленнями та дотами супротивника, а також неброньованими цілями, однак мала також задовільну бронепробивність. Допоміжне артилерійське озброєння складалося з 45-мм танкової гармати 20-К, встановленої в малій башті і призначалася для боротьби з бронетехнікою. На обох гарматах використовувалися телескопічні приціли.
Боєкомплект гармат становив 120 пострілів для 76-мм гармати і 393 — для 45-мм.
Кулеметне озброєння включало три 7,62-мм кулемета ДТ, два з яких були спарені з гарматами, а третій розміщувався в командирській башточці на даху головної башти і міг використовуватися при відбитті атак з повітря.
Боєкомплект кулеметів становив 4284 патрона в 68 дискових магазинах по 63 патрона в кожному.

### Двигун
На Т-100 встановлювався V-подібний 12-циліндровий карбюраторний чотиритактний двигун ГАМ-34 рідинного охолодження потужністю 850 к.с. при 1850 об/хв. Запалювання — від двох магнето.

### Ходова частина
Підвіска танка — індивідуальна, з листовими ресорами без амортизаторів.
Ходова частина стосовно одного борту складалася з восьми двосхилих опорних котків із масованими шинами, п'яти двосхилих обгумованих підтримуючих котків, ведучого колеса заднього розташування зі знімними зубчастими вінцями та литого напрямного колеса. Механізм натягу лінивця — гвинтового типу, керований з відділення управління. Зачеплення — цівкове. Гусеничні стрічки — дрібноланкові, з відкритим шарніром, пальці — зі стопорними кільцями.

### Пристрої зв'язку
Для зовнішнього зв'язку танк оснащувався типовий танковою радіостанцією 71-ТК-3. Для внутрішнього зв'язку був переговорний пристрій ТПУ на 6 абонентів.

## Випробування та бойове застосування
До кінця осені 1939 р. випробування Т-100 йшли повним ходом — танк пройшов понад 1000 км. Після початку 30 листопада 1939 р. війни з Фінляндією було прийнято рішення відправити танки СМК, Т-100 і КВ-1 в діючу армію для випробування боєм в умовах фронту. Перед відправкою на фронт озброєння Т-100 було змінено — замість 76-мм гармати Л-10 була встановлена більш потужна гармата Л-11 того ж калібру.
Танки були зведені в окрему роту важких танків та придані 90-му танковому батальйону 20-ї важкої танкової бригади, що воювала на «Лінії Маннергейма».
Екіпаж Т-100 в першому бою:
1. командир танка лейтенант Астахов Михайло Петрович,
2. артилерист Артамонов,
3. артилерист Козлов,
4. радист Смирнов,
5. водій Плюхин Афанасій Дмитрович,
6. запасний водій Дрожжин Василь Агаповіч,
7. моторист Капланов Володимир Іванович,
8. Каштанов В. І.

19 грудня 1939 окрема рота важких танків разом з іншими частинами 90 брн 20 тбр пішла в наступ в районі Сума — Хоттінен. Танки батальйону успішно наступали та просунулися за лінію фінських дотів, де СМК підірвався на міні. Екіпаж Т-100 намагався за допомогою свого танка відбуксирувати СМК, однак успіхом ці спроби не увінчалися. Після цього Т-100, ставши поруч з СМК і прикриваючи його посиленим артилерійським та кулеметним вогнем, забезпечив евакуацію екіпажу з підбитого танка — через аварійні люки в днищах машин екіпаж СМК перебрався всередину Т-100. При цьому танк отримав щонайменше сім влучень снарядами 37-мм і 47-мм протитанкових гармат з відстані менше 500 м, але броня жодного разу не була пробита.
У тому ж бою у Т-100 заглох двигун — стався зріз різьби регулювальної муфти магнето. Однак механік-водій танка зміг, використовуючи один магнето замість двох, завести мотор знову та продовжити виконання завдання.
Після цього бою Т-100 був відправлений у тил для ремонту двигуна та повернувся в діючу армію 18 лютого 1940 р. З цього дня і до закінчення воєнних дій Т-100 діяв у складі 20-ї (22.02 — 01.03) і 1-ї (11.03 — 13.03) танкових бригад. За цей час танк пройшов 155 км, отримав 14 влучень снарядами протитанкових гармат (6 — в лівий борт, 3 — в нішу головної башти, 3 — в ліву гусеницю і по одному — в маску 45-мм гармати та лівий лінивець). У всіх випадках броню не було пробито. Всього до 1 квітня 1940 Т-100 пройшов 1745 км, з них 315 км — під час боїв на Карельському перешийку.
Після закінчення Фінської війни Т-100 повернувся назад на завод, де був повністю замінений двигун та проведений легкий ремонт танка.
Влітку 1940 року танк був переданий для зберігання в Кубинку. Після початку Великої Вітчизняної війни машина була евакуйована спочатку в Казань, а потім — до Челябінська, де Т-100 був переданий у розпорядження дослідного заводу № 100. На заводі танк пробув до кінця війни, а далі його сліди губляться. За деякими даними, до середини 1950-х років Т-100 стояв на задньому дворі Челябінського танкового училища, а потім, мабуть, пішов в переплавку. Втім, за іншими даними, танк до кінця війни не дожив — наприкінці 1943 р. він разом з Т-29, КВ-7 та низкою інших дослідних зразків бронетехніки був порізаний на метал.

## Оцінка машини
У звіті по полігонним випробуванням Т-100, датованому 22 лютого 1940 р., зазначалося, що танк Т-100 повністю відповідає заданим ТТХ. Як недоліки відзначалася нестабільна робота системи охолодження, слабка надійність вентилятора, невдала конструкція сіток охолодження. Також рекомендувалося доопрацювати механізми управління коробкою передач та підсилити конструкцію бортових фрикціонів. Як перевага зазначалося наявність пневматичної системи управління танком.
Незважаючи на загальну відповідність танка висунутим вимогам, комісією було визнано недоцільним рекомендувати Т-100 до прийняття на озброєння, оскільки танк КВ перевершував його по основних ТТХ.
Разом з тим, КБ «рідного» для Т-100 заводу № 135 вважало, що танк мав бути рекомендований до прийняття на озброєння, оскільки був машиною іншого класу у порівнянні з КВ. Частково це відповідало дійсності — Т-100 був переважно штурмовим танком і міг бути використаний для встановлення більш потужного штурмового озброєння, такого як 152-мм і 130-мм гармати, тоді як більш багатофункціональний КВ міг нести лише 76-мм гармату. Однак до думки інженерів не прислухалися і Т-100 так і не був прийнятий на озброєння.
Правда, спроба посилити озброєння Т-100 все ж була зроблена. У січні 1940 року заступник наркома оборони командарм першого рангу М. Кулик дав відповідну вказівку. Передбачалося встановити на танк 152-мм гаубицю М-10, здатну ефективно боротися з надовбами. У березні 1940 року для Т-100 була виготовлена нова башта з гаубицею М-10, яку передбачалося встановити на танк замість наявної. Отримана модифікація повинна була носити індекс Т-100-Z. Однак замість цієї машини на озброєння був прийнятий танк КВ-2.
В цілому Т-100 був достатньо вдалою машиною. Танк в принципі відповідав оперативно-тактичним поглядам щодо його застосування. Бронювання танка також відповідало висунутим вимогам, а озброєння дозволяло вести масований та маневрений круговий вогонь одночасно в різних напрямках. За всіма показниками Т-100 істотно перевершував Т-35. Однак танк мав і такі типові для багатобаштових танків недоліки, як великий розмір, численність екіпажу та складність у виробництві. Як і СМК, Т-100 являв собою необхідну ступінь на шляху від важких танків багатобаштового компонування до важких танків нового типу — таким як КВ-1.

## Нереалізовані проєкти машин на базі Т-100
- Т-100-X — важка САУ, озброєна 130-мм морською гарматою Б-13-IIc в нерухомій рубці (багато в чому схожа з СУ-100-Y).
- Т-100-V — важкий танк артилерійської підтримки. Озброєння: 203-мм гаубиця-гармата Б-4 під обертовою баштою.
- Т-100-Z — важкий танк артилерійської підтримки. Озброєння: 152-мм гаубиця М-10Т і 45-мм гармата 20К у двох баштах.
- Об'єкт 0-50 — важкий танк прориву. Озброєння: 76-мм гармата Л-11 і 45-мм гармата 20К в одній башті.
- Об'єкт 103 — важкий танк берегової оборони зі 130-мм гарматою Б-13-IIc під обертовою баштою.